# Alfafara
Alfafara (en castillan et en valencien) est une commune d'Espagne de la province d'Alicante dans la Communauté valencienne. Elle est située dans la comarque du Comtat et dans la zone à prédominance linguistique valencienne.

## Géographie

Localisation d'Alfafara
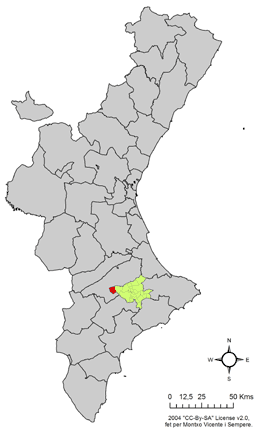
dans la Communauté valencienne.
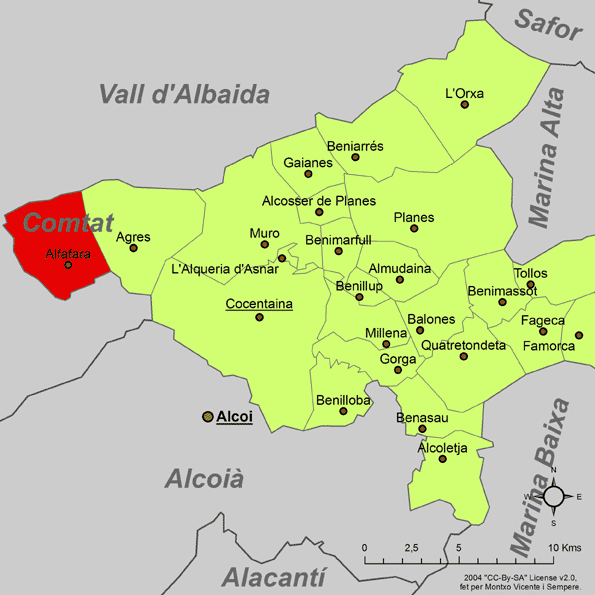
dans la comarque du Comtat.

## Patrimoine
- Parc naturel de la Serra de Mariola